# Pierre Joseph

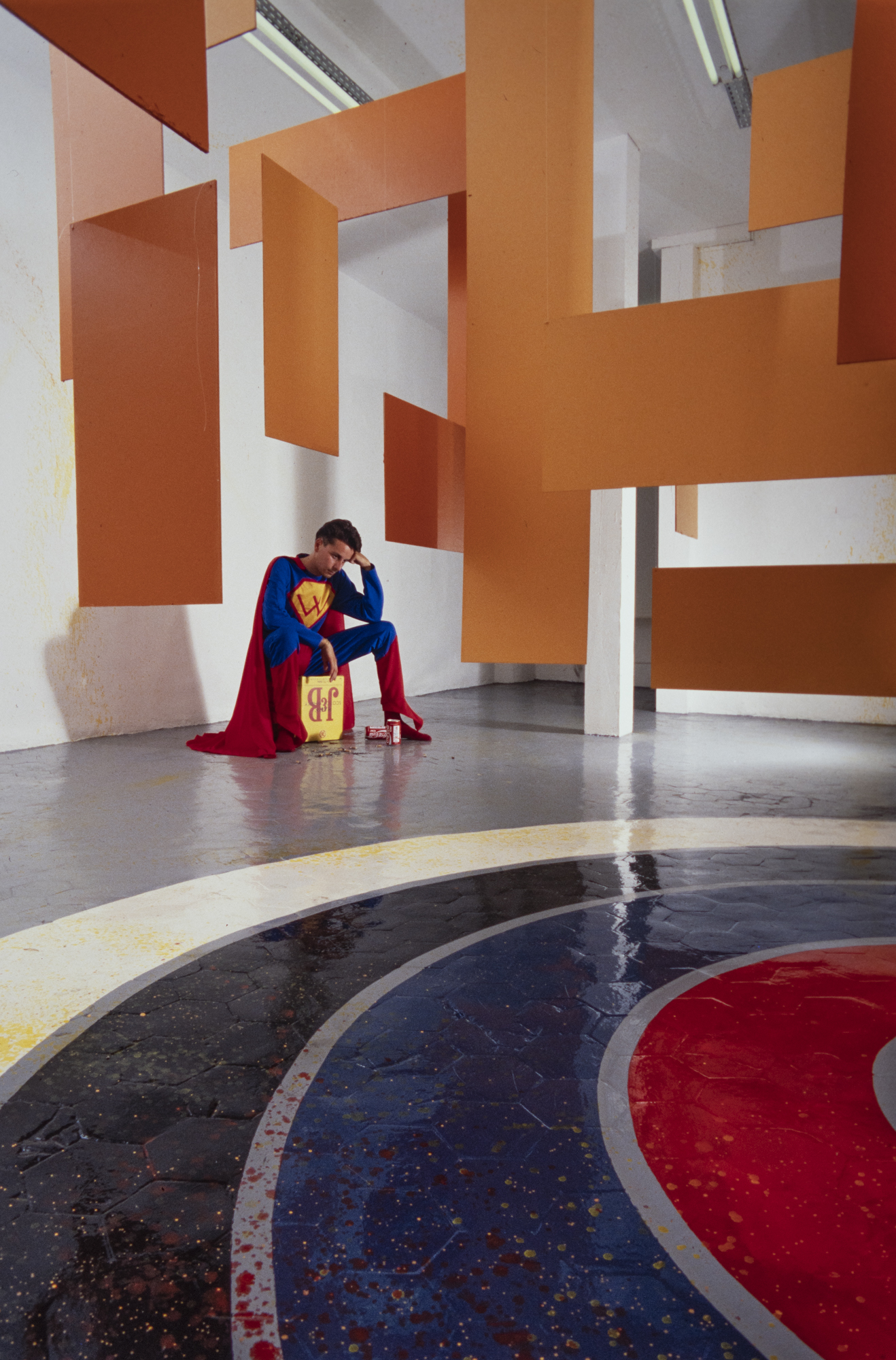
Superman, personnage à réactiver, 1992, Air de Paris

Pierre Joseph, né en 1965 à Caen, est un artiste contemporain français. Il vit et travaille actuellement à Paris.

## Biographie
Pierre Joseph est né en 1965 à Caen. Diplômé des Beaux-Arts de Grenoble, il travaille avec Dominique Gonzalez-Foerster, Philippe Parreno et Bernard Joisten. Il est considéré par Pierre Huyghe comme un "artiste des artistes".

## Œuvre
Depuis 1991, Pierre Joseph programme et met en scène des personnages vivants. Inspirés de contes de fées, de jeux de rôles, du cinéma, de la publicité ou de la vie contemporaine. Ces personnages apparaissent lors de vernissage d'expositions collectives qu'ils « parasitent » en quelque sorte sous la forme d'un superman, d'une catwoman, d'une sorcière...
Le lendemain de leur présentation physique, ces personnages sont remplacés par leur trace photographique. Ils deviennent des personnages à "réactiver". L'acquéreur éventuel d'une de ces photographies collectionne plus qu'une simple photographie, puisqu'il est libre de « réactiver » ou non le personnage dont il est propriétaire.
Ces « dispositifs à créer des images » poussent le spectateur à interagir. Qu'il s'agisse des personnages vivants "à réactiver", de l'exposition dont vous êtes le héros ou des "Ateliers du Paradise", les créations sont présentées par l'auteur comme des « lieux de simulation de liberté et d'expérience visuelle ».

## Principales expositions personnelles
- Action restreinte, Palais de Tokyo, Paris, 2003.